# Hollywood Whore
"Hollywood Whore" – rockowa kompozycja autorstwa Jacoby'ego Shaddiksa, Tobina Esperance'a i Jerry'ego Hortona, zrealizowana na szósty album zespołu Papa Roach zatytułowany Metamorphosis. Jest to pierwszy singel promujący ową płytę, a trzynasty w całej dotychczasowej karierze Papa Roach.

## Zawartość singla
1. "Hollywood Whore" − 3:57
2. "Getting Away with Murder" (Live & Murderous In Chicago) − 4:04
3. "Scars" (Live & Murderous In Chicago) − 3:38
4. "...To Be Loved" (wideoklip) − 3:10
5. "Forever" (wideoklip) − 4:08

## Pozycje na listach przebojów
| Notowanie                   | Najwyższa pozycja |
| --------------------------- | ----------------- |
| UK Singles Chart            | 139               |
| U.S. Mainstream Rock Tracks | 37                |